# M/T Liburnija
M/T Liburnija bio je trajekt za međunarodne i dužobalne linije. Zadnjih godina plovio je na nekim linijama između Italije i Hrvatske.

## Povijest
Izgrađen je 1965. u Nizozemskoj za Jadroliniju.
U svojoj povijesti M/T Liburnija samo je jedanput napustila Jadran, 1971. godine, kada je u Srednjoj i Južnoj Americi služila kao ploveća izložba jugoslavenskog gospodarstva.
2. travnja 2015. M/T Liburnija isplovila je na svoje posljednje putovanje, iz Malog Lošinja do rezališta Aliaga kraj Izmira u Turskoj gdje je i izrezana.

## Osobine
M/T Liburnija bila je kapaciteta 671 osoba i 93 vozila. Trajekt je imao 73 kabine sa 182 kreveta. Imao je još i restoran sa 192 mjesta, avio bar s 50 mjesta, bar s 44 mjesta i salon s 91 mjestom.

## Konvoj Libertas
U vrijeme Domovinskog rata, kada je Dubrovnik bio napadan od strane JNA i srpsko-crnogorskih jedinica, trajekt Liburnija je predvodio konvoj Libertas II, nakon I. konvoja, kojeg je predvodio također tada Jadrolinijin brod Slavija.

## Vanjske poveznice
|  | Zajednički poslužitelj ima još gradiva o temi M/T Liburnija |